# Erich Schelling
Erich Schelling (* 11. September 1904 in Wiesloch; † 14. November 1986 in Karlsruhe) war ein deutscher Architekt und Hochschullehrer. Schelling gilt als ein Vertreter der architektonischen Nachkriegsmoderne in der Bundesrepublik Deutschland.

## Leben und Werk
Erich Schelling studierte von 1924 bis 1928 am Staatstechnikum Karlsruhe, nachdem er zuvor die Prüfung zum Bauzeichner abgelegt hatte. Von 1926 bis 1927 war er zudem Leiter der baukeramischen Abteilung der Staatlichen Majolika-Manufaktur Karlsruhe. Von 1930 bis 1933 führte er sein Studium an der Technischen Hochschule Karlsruhe bei Hermann Billing und Max Laeuger fort.
1933 trat Erich Schelling in die SA und 1937 auch in die NSDAP ein.
Nach vier Jahren als Mitarbeiter im Büro von Hermann Alker arbeitete er ab 1937 als selbständiger Architekt in Karlsruhe. Im gleichen Jahr wurde er Professor am Staatstechnikum Karlsruhe. 1942 wurde Schelling von seinen Aufgaben am Staatstechnikum freigestellt, um sich Bauaufgaben im benachbarten, vom Deutschen Reich besetzten Elsass widmen zu können. In Straßburg eröffnet er 1942 ein Zweigbüro. Beide Büros wurden mit dem Ende des Zweiten Weltkriegs geschlossen. Das Karlsruher Büro nahm 1946 wieder seine Arbeit auf, 1949 folgten die ersten größeren Aufträge.
Schelling war mit der Innenarchitektin Trude Schelling-Karrer verheiratet, die auch seine langjährige Mitarbeiterin war. Sie stiftete ihm zu Ehren den Erich-Schelling-Architekturpreis, der alle zwei Jahre an seinem Todestag vergeben wird.
Das Deutsche Architekturmuseum in Frankfurt am Main zeigte vom 14. Februar bis 12. April 2009 in einer Ausstellung mit dem Titel Zum Beispiel Schelling bedeutende Bauten Erich Schellings im Modell und auf Fotografien. Die Ausstellung setzte sich dabei besonders mit der Gefährdung auseinander, die der architektonischen Nachkriegsmoderne durch Abriss und Modernisierungen droht. Anhand von fotografischen Vergleichen wurden denkmalgerechte Renovierungen, aber auch entstellende Umbauten der Architektur Schellings demonstriert.

### Bauten (Auswahl)

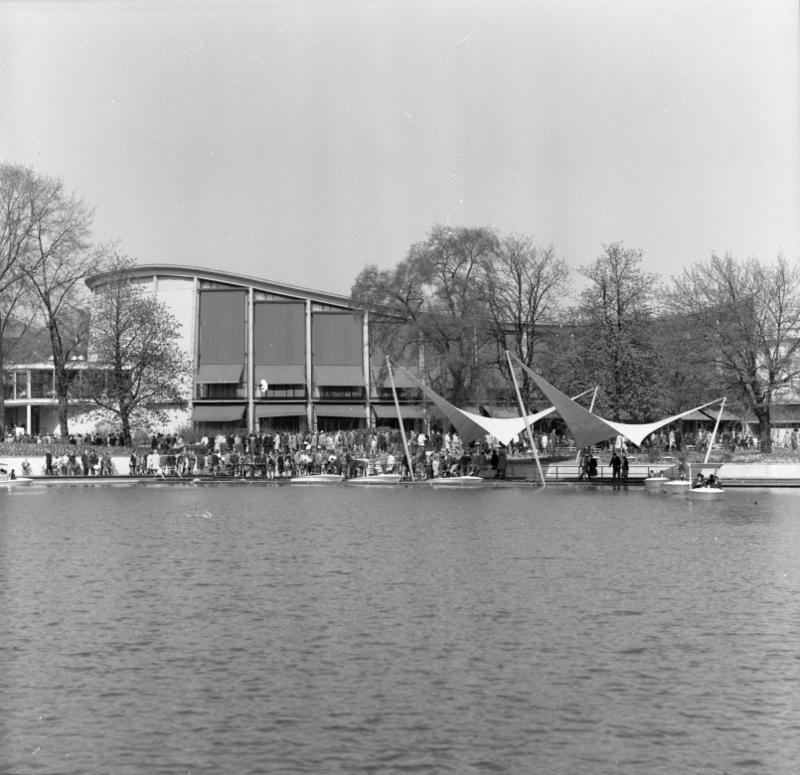
Schwarzwaldhalle in Karlsruhe während der Bundesgartenschau 1967

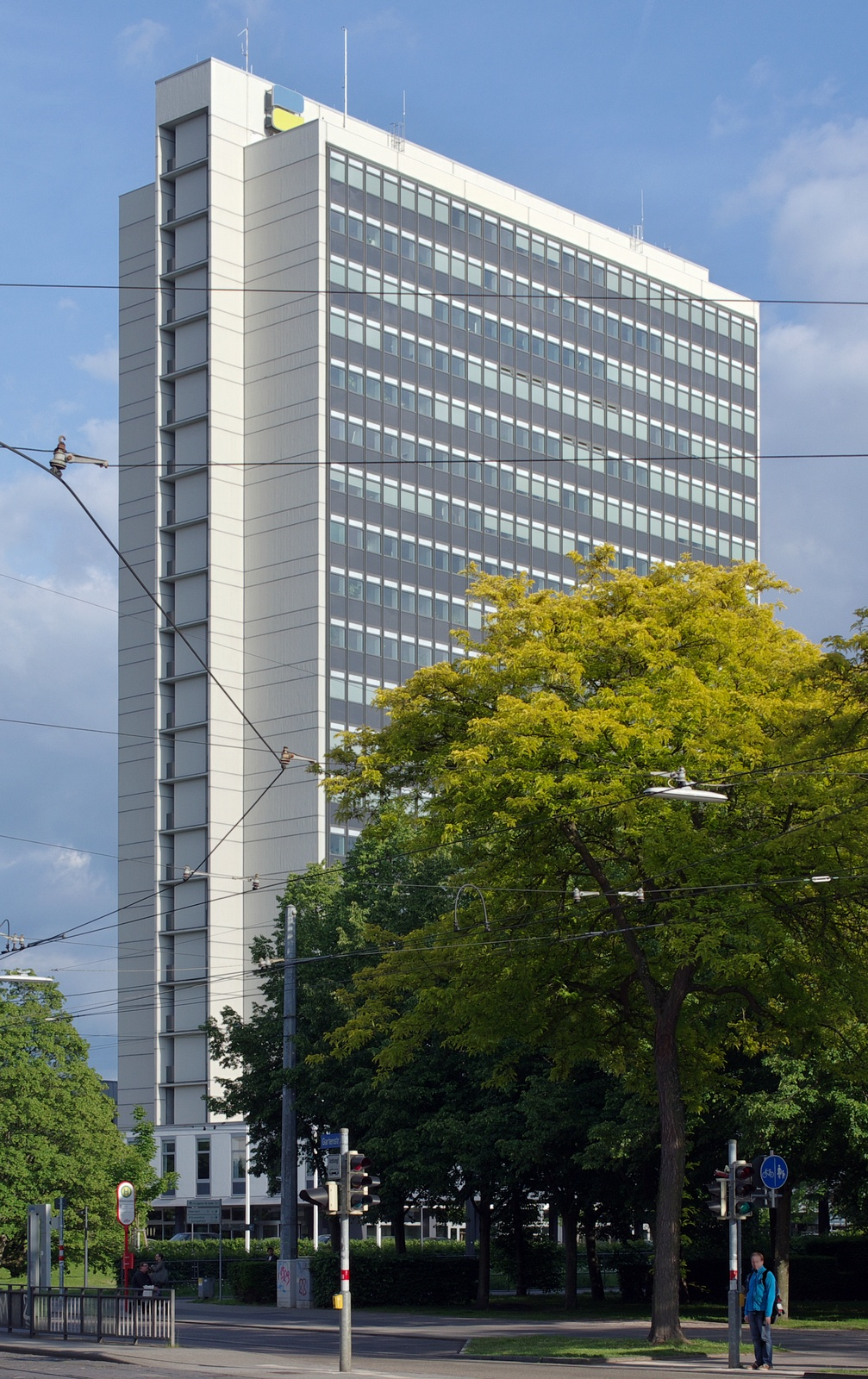
Verwaltungsgebäude der Landesversicherungsanstalt Baden in Karlsruhe

- 1939: Verlagshaus der NS-Propagandazeitung Der Stürmer an der Lammstraße in Karlsruhe (heute Sitz der Zeitung Badische Neueste Nachrichten)
- 1949–1960: Fabrikgebäude für die FAG Kugelfischer in Schweinfurt
- 1952: Wiederaufbau des Verwaltungsgebäudes für die Dresdner Bank am Marktplatz in Karlsruhe
- 1953: Verwaltungsgebäude für die Badenia Bausparkasse in Karlsruhe
- 1953: Schwarzwaldhalle in Karlsruhe (als Kulturdenkmal unter Denkmalschutz)
Mit diesem Bau erregte Schelling europaweites Aufsehen; als erste Halle in Europa hatte sie ein vom Bauingenieur Ulrich Finsterwalder ausgeformtes paraboloides Hängedach aus Spannbeton mit einer nur sechs Zentimeter dicken Schale.
- 1954–1955: Gartenhalle in Karlsruhe
- 1954–1955: Wildparkstadion in Karlsruhe
- 1954–1955: Verwaltungsgebäude für die Volksbank am Marktplatz in Karlsruhe
- 1954: Erweiterungsbau des Rathauses in Schweinfurt
- 1955: Generalbebauungsplan für das Kernforschungszentrum Karlsruhe
Dem Generalbebauungsplan folgte bis 1986 eine Reihe von Aufträgen für Betriebs- und Laborgebäude auf dem Gelände.
- 1957–1958: Verwaltungsgebäude der Handwerkskammer Karlsruhe (als Kulturdenkmal unter Denkmalschutz)
- 1958–1963: Verwaltungsgebäude der Landesversicherungsanstalt Baden in Karlsruhe (als Kulturdenkmal unter Denkmalschutz)
- 1958–1960: Erweiterungsbau des Bundesgerichtshofs in Karlsruhe
- 1961–1966: Theater der Stadt Schweinfurt
- 1964–1966: Nancyhalle in Karlsruhe (als Kulturdenkmal unter Denkmalschutz)
- 1968–1970: Institut Laue-Langevin in Grenoble
- 1969–1971: Wohnanlage in Karlsruhe-Oberreut
- 1974–1977: Erweiterungsbau zum Verwaltungsgebäude der Landesversicherungsanstalt Baden in Karlsruhe
- 1976–1978: Gebäude des Leibniz-Instituts für Informationsinfrastruktur in Karlsruhe

### Projekte / Wettbewerbsentwürfe (Auswahl)
- 1940–1942: Entwurf für das „Neue Straßburg“
- 1952: Entwurf für das Tullabad in Karlsruhe
- 1959: Entwurf für das Museum Georg Schäfer in Schweinfurt
- 1960: Entwurf im ersten Wettbewerb für das Badische Staatstheater Karlsruhe
- 1963: Entwurf im zweiten Wettbewerb für das Badische Staatstheater Karlsruhe